# Căsătorii între persoane de același sex în România
Căsătoriile între persoane de același sex nu sunt recunoscute în România, deși au existat, în special după abrogarea controversatului Articol 200, propuneri legislative pentru recunoașterea cuplurilor de același sex în fața legii. Acestea au fost întâmpinate de respingerea BOR și a unor partide extremiste și naționaliste (PUNR, respectiv PRM) care ar dori interzicerea mariajului între persoane de același sex sau gen prin Constituție.
În prezent, articolul 277, alineatul (1) din Codul Civil limitează căsătoria civilă la persoane de sex opus.
Curtea Europeană a Drepturilor Omului (CEDO) obligă România la recunoașterea legală a cuplurilor de același sex, aceasta fiind o obligație juridică a statului român față de cetățenii proprii, asumată prin tratate internaționale. Guvernul României are la dispoziție trei luni pentru a face apel. Apelul guvernului român este considerat o încercare fără sorți de izbândă, deoarece acest lucru a fost deja judecat. Statul român a făcut apel. Marea Cameră a declarat inadmisibil apelul României. Prin urmare, România are obligația juridică de a recunoaște legal și proteja familiile homosexuale.

## Dezincriminarea homosexualității
Homosexualitatea a fost dezincriminată treptat, ultima lege incriminând relațiile homosexuale (Articolul 200) fiind abrogată pe 21 iunie 2001, prin OUG 89, în timpul guvernului social democrat condus de Adrian Năstase. Abrogarea Articolului 200 a fost una dintre condițiile premergătoare aderării la Uniunea Europeană, fiind catalizată, de asemenea, de campanii intens mediatizate ale diferitelor ONG-uri, între acestea remarcându-se ACCEPT. 
În septembrie 1993, Adunarea Parlamentară a Consiliului Europei a votat în favoarea admiterii României în forul european, impunând în același timp autorităților de la București sa "înceteze pedepsirea homosexualilor". Guvernul condus de Nicolae Văcăroiu a dat curs acestei rezoluții doar pe jumătate, propunând Parlamentului să aducă amendamente articolului 200, alineatul (1). Patru ani mai târziu, în Rezoluția 1123/1997 a Consiliului Europei, prin articolul 14, Adunarea ruga România "să modifice acele dispoziții ale Codului penal care sunt contrare libertăților fundamentale", pentru ca în 2001 homosexualitatea să dispară din Codul Penal.

## Activism politic
Principala organizație care apară drepturile cetățenilor LGBTI în România, ACCEPT, a pledat pentru parteneriatul civil și căsătoria între persoane de același sex în România. Organizația a lansat o campanie pentru legalizarea uniunilor între persoane de același sex concomitent cu GayFest în 2006, care a durat de la 30 mai până pe 4 iunie. Ediția din acel an avea ca temă necesitatea recunoașterii căsătoriei și a parteneriatului între persoane de același sex in România. Evenimentul a provocat dezbatere în media, iar activiștii ACCEPT au organizat o dezbatere–seminar public prin care au cerut guvernului să introducă legislație pentru mariaj sau cel puțin parteneriat domestic pentru cuplurile de același sex, oferindu-și asistența în privința unei propuneri legislative.
În 2006, Romanița Iordache, atunci directorul ACCEPT, a susținut că "articolul 200 a fost abrogat, dar noi încă nu avem drepturi egale [pentru toți], chiar dacă Constituția o garantează." Florin Buhuceanu a spus: "Garantarea egalității drepturilor prin recunoașterea căsotoriei gay [...] e doar un pas înainte."
Prima cununie religioasă între două persoane de același sex din România a avut loc pe 3 iunie 2006, la o zi după GayFest, când Florin Buhuceanu, directorul executiv al ACCEPT, s-a căsătorit cu partenerul său spaniol de patru ani. Căsătoria simbolică, care nu are niciun statut legal în România, a fost binecuvântată de Biserica Comunității Metropolitane din București, o confederație internațională care recunoaște uniunile între persoane de același sex și susține drepturile LGBT. Cuplul s-a căsătorit oficial câteva luni mai târziu în Spania, țară unde căsătoriile gay sunt legale.
În cazul Relu Adrian Coman și Robert Clabourn Hamilton împotriva României, Curtea de Justiție a Uniunii Europene a stabilit că România, ca stat membru UE, nu poate împiedica libertatea de ședere a unui cetățean UE prin refuzul de a acorda soțului său de același sex un drept de ședere derivat pe teritoriul său. De asemenea, Curtea Constituțională a decis pe 18 iulie 2018 că statul trebuie să recunoască dreptul de ședere în România al persoanelor de același sex căsătorite, dacă unul dintre membrii cuplului este cetățean UE.

## Proiecte de lege

### Péter Eckstein-Kovács, UDMR
Pe 23 februarie 2008, senatorul UDMR Péter Eckstein-Kovács a propus legalizarea parteneriatelor civile care acordau cuplurilor necăsătorite de același sex și de sex opus un număr de drepturi. Conform declarației lui Kovács, "Codul familiei a fost adoptat cu mai mult de 50 de ani în urmă și nu mai reflectă realitățile sociale, atât în cazul homosexualilor cât și al heterosexualililor". Aceasta a fost prima dată când un politician român a susținut explicit parteneriatul civil pentru cuplurile de același sex. Pe 23 iulie 2008, Péter Eckstein-Kovács a depus proiectul de lege la Senat, însă proiectul s-a pierdut în Senat ca urmare a tumultului creat de alegerile parlamentare din 2008.

### Viorel Arion, PDL
Alt proiect de lege a fost introdus de Viorel Arion, deputat PDL, la Senat în februarie 2011. Acesta stipula acordarea unor drepturi maritale atât cuplurilor de același sex, cât și celor de sex opus. Proiectul a primit aviz favorabil de la Comisia Legislativă a Camerei Deputaților. Cu toate acestea, proiectul a fost respins de Guvernul Boc, întrucât Codul Civil nu recunoaște decât căsătoria între un bărbat și o femeie.

### Remus Cernea, PV

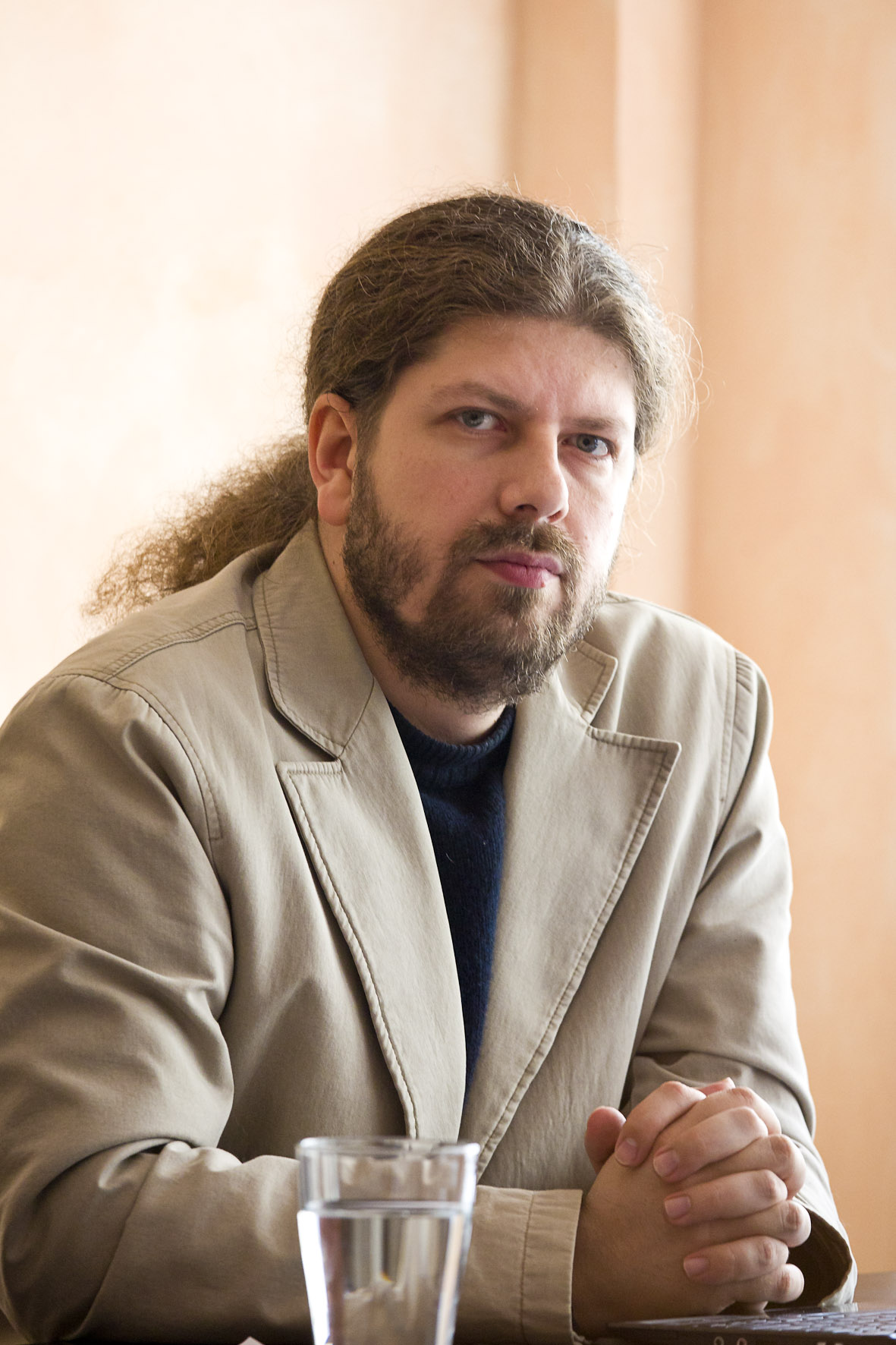
Remus Cernea, un politician care susține cauza LGBT

În aprilie 2013, deputatul PV Remus Cernea a anunțat că are o propunere legislativă care ar acorda cuplurilor de același sex aceleași drepturi ca și cuplurilor de sex opus, stârnind reacții înverșunate de la opozanții măsurii. Propunerea legislativă a fost respinsă în unanimitate de Comisia Juridică în martie 2014, Remus Cernea sesizând ulterior conducerii Camerei că decizia a fost luată ilegal în lipsa cvorumului și că votul a fost falsificat.

### Consiliul Național pentru Combaterea Discriminării
În martie 2018, Consiliul Național pentru Combaterea Discriminării a înaintat partidelor parlamentare și Guvernului o propunere legislativă prin care cuplurile heterosexuale sau homosexuale care nu vor sau nu pot să se căsătorească vor putea opta pentru oficializarea unei uniuni consensuale, înregistrate la ofițerul de stare civilă. Proiectul a fost realizat cu sprijinul asociației ACCEPT și a fost asumat și de organizațiile neguvernamentale din Coaliția Antidiscriminare și MozaiQ. Potrivit inițiativei legislative, „uniunea consensuală reprezintă asocierea dintre două persoane de sex diferit sau de același sex în scopul organizării vieții lor comune ca viață de familie”. Partenerii sunt asimilați soților în următoarele domenii: asistență socială, asigurări sociale, asigurări de sănătate, drepturile pacientului, impozite și taxe, prevenirea și combaterea violenței domestice și a altor fapte de natură penală sau contravențională săvârșite asupra unui membru de familie. De asemenea, partenerii sunt asimilați soților în ceea ce privește prezumția de paternitate și drepturile și obligațiile ce decurg din autoritatea părintească pentru copiii născuți în timpul uniunii consensuale dintre două persoane de sex diferit. Potrivit proiectului, partenerii civili de același sex nu au dreptul la adopție. În cazul căsătoriilor între persoanele de același sex legal încheiate pe teritoriul altor state, partenerii beneficiază de totalitatea drepturilor și obligațiilor pe care le au cuplurile de același sex care au încheiat o uniune consensuală în România.
Președintele CNCD, Csaba Asztalos, a declarat că proiectul a fost discutat cu organizațiile neguvernamentale de profil, în special ACCEPT și, de asemenea, au avut loc discuții informale cu reprezentanții partidelor parlamentare. În prealabil, președintele Senatului Călin Popescu-Tăriceanu și președintele Camerei Deputaților Liviu Dragnea au anunțat intenția de legiferare a parteneriatului civil. Pe baza inițiativei lansate de CNCD a fost elaborat un proiect de lege privind parteneriatul civil, în esență identic cu cel anunțat de CNCD în martie 2018. Există, totuși, două diferențe: oficializarea relației se va numi „parteneriat civil”, nu „uniune consensuală”, iar parteneriatul se va legaliza de către notar, nu de către ofițerul de stare civilă.
Inițiativa legislativă privind parteneriatul civil a fost depusă la Parlament pe 31 octombrie 2018, fiind semnată de 42 de aleși de la PSD, PNL, USR și UDMR. Pe 12 martie 2019, proiectul a fost respins de Comisia juridică a Senatului. Șerban Nicolae, senator din partea PSD, partid care a deținut majoritatea în Comisie, a susținut că propunerea legislativă „nu se justifică”, întrucât „nu rezolvă nimic și nu răspunde niciunei nevoi sociale”.

### ALDE
Pe 2 noiembrie 2018, deputatul Andrei Gerea și senatorul Ion Popa, ambii de la ALDE, au înregistrat la Senat un proiect de lege privind parteneriatul civil. Noțiunea de parteneriat civil este definită în proiect drept „uniunea dintre două persoane de sex diferit sau de același sex prin declararea sa în fața ofițerului de stare civilă în scopul organizării vieții private comune și a gospodăririi împreună”. De asemenea, este nevoie de întrunirea următoarelor condiții pentru încheierea parteneriatului civil: partenerii au împlinit vârsta de 18 ani; cel puțin unul dintre parteneri este cetățean român sau este cetățean străin sau apatrid cu reședința în România de cel puțin un an; niciunul dintre parteneri nu este căsătorit sau nu a încheiat un alt parteneriat civil; partenerii nu sunt rude în linie dreaptă sau în linie colaterală până la al patrulea grad inclusiv; ambii parteneri au capacitate deplină de exercițiu. Partenerul este asimilat soțului în următoarele materii: moștenirea legală sau testamentară, obligația de întreținere, pensia de urmaș și alte drepturi în materia asigurărilor sociale, asistența socială, asigurările de sănătate și drepturile pacientului, având calitatea de coasigurat și de aparținător, violența domestică, justiția, regimul incompatibilităților și al conflictelor de interese, libera circulație a persoanelor, obținerea cetățeniei române. Partenerii își păstrează numele avut înainte de încheierea parteneriatului civil.
Proiectul nu face o referire explicită la interzicerea sau permisiunea ca persoanele de același sex să adopte copii. Copiii născuți în cadrul parteneriatului civil sunt considerați copii născuți în afara căsătoriei. Partenerii au obligația de întreținere a copiilor celuilalt partener.
Pe 12 martie 2019, propunerea legislativă a primit raport de respingere din partea senatorilor juriști.

## Atitudini privind căsătoriile între persoane de același sex

### Comentarii politice
Traian Băsescu, pe atunci primar general al municipiului București, a declarat în campania electorală pentru alegerile din 2004 că nu are nimic împotriva căsătoriilor între persoane de același sex, afirmație pe care a repetat-o și în timpul mandatului său de președinte al României. Ca președinte al Partidului Mișcarea Populară, Băsescu a opinat că existența familiilor homosexuale este o realitate care trebuie reglementată juridic, dar respinge adopția din partea cuplurilor de același sex.
În luna februarie 2008 senatorul Peter Eckstein-Kovacs a afirmat că statul român ar trebui să acorde anumite drepturi cuplurilor de același sex.

### Poziția partidelor
| Pentru                                                           | Împotrivă | Neutru |
| ---------------------------------------------------------------- | --- | --- |
| Uniunea Salvați România Partidul Verde Mișcarea România Împreună | Partidul Noua Dreaptă Partidul România Mare Partidul România UnităUniunea Democrată Maghiară din România Partidul Național Țărănesc Creștin Democrat | Partidul Social Democrat Partidul Național Liberal Partidul Alianța Liberalilor și Democraților Partidul Mișcarea Populară |

## Propuneri legislative pentru interzicerea uniunilor între persoane de același sex

### Propunerea de modificare a Codului Familiei
La 13 februarie 2008, în Senatul României a fost votat un amendament la Codul Familiei, propus de PRM, pentru a defini explicit căsătoria ca fiind doar între un bărbat și o femeie. Anterior legea folosea expresia "între soți". Amendamentul a fost adoptat cu 38 de voturi pentru, 10 voturi împotrivă și 19 abțineri. Întrucât Camera Deputaților nu a votat amendamentul, iar la sfârșitul anului s-a reînnoint Parlamentul, legea a fost îngropată.

### Noul Cod Civil
În mai 2009, un nou Cod Civil a fost propus de guvern. Subcomisia parlamentară de elaborare a codurilor din justiție a amendat definiția căsătoriei, menționând obligativitatea ca partenerii să fie de sex opus. În aceeași notă, un alt amendament a fost adoptat prin care se stipula că statul român nu va recunoaște decât căsătoriile între persoane de sex opus încheiate în străinătate. Guvernul și-a asumat responsabilitatea asupra legii, evitând în acest fel un vot în Parlament.

### Propuneri de modificare a Constituției

#### Încercarea amendării Constituției din 2013
La 5 iunie 2013, Comisia parlamentară pentru revizuirea Constituției a votat să includă și orientarea sexuală ca aspect protejat împotriva discriminării în noua Constituție. Aceeași comisie a votat următoarea zi să schimbe forma actuală a legii căsătoriei, pe care o descrie ca fiind "o uniune consensuală între soți" la o formă mai restrictivă, respectiv "între un barbat și o femeie".
În urma reacțiilor societății civile și a organizațiilor pentru drepturile omului, precum Amnesty International și ACCEPT, comisia a retras ambele amendamente.

#### Campania pentru organizarea unui referendum privind modificarea articolului 48 din Constituție
În contextul în care la data de 23 decembrie 2015, Guvernul Greciei a recunoscut uniunile dintre persoane de același sex, Coaliția pentru Familie a demarat o campanie de strângere de semnături pentru modificarea articolului 48, alineatul (1) din Constituția României, care prevede că "familia se întemeiază pe căsătoria liber consimțită între soți", fără a se specifica sexul soților. Conform propunerii de modificare a articolului 48 din forma actuală, alineatul (1) ar trebui modificat pentru a fi fără echivoc: "Familia se întemeiază pe căsătoria liber consimțită între un bărbat și o femeie, pe egalitatea acestora și pe dreptul și îndatorirea părinților de a asigura creșterea, educația și instruirea copiilor". Campania, creată de un grup de 23 de ONG-uri unite sub numele "Coaliția pentru Familie", a primit sprijinul Bisericii Ortodoxe Române în urma deciziei luate de Sfântul Sinod.
Revizuirea Constituției României se poate face dacă este susținută de minim 500.000 de cetățeni cu drept de vot, în condițiile în care cetățenii care inițiază respectiva revizuire provin din cel puțin jumătate din județele României și, în fiecare dintre aceste județe sau în municipiul București sunt înregistrate cel puțin 20.000 de semnături în sprijinul respectivei inițiative, adunate în decurs de 6 luni. Apoi trebuie verificată de Curtea Constituțională, iar dacă aceasta o aprobă, guvernul organizează un referendum prin care populația cu drept de vot decide dacă este de acord sau nu.
La începutul lunii februarie 2016, scriitoarea Alina Mungiu a acuzat că inițiativa respectivă s-ar înscrie în linia acțiunilor de propagandă antioccidentală susținută de regimul lui Vladimir Putin.
Campania a fost criticată de platforma România Curată, precum și de organizații neguvernamentale care apără drepturile persoanelor LGBTI, precum ACCEPT și MozaiQ. Reprezentanți ai societății civile au afirmat că au fost semnalate situații în care elevi din diferite licee au raportat că profesori sau alte cadre școlare i-ar fi „îndrumat” să semneze petiția, în timp ce elevul care au atras atenția asupra acestei nereguli a fost înlăturat din Consiliul Județean al Elevilor. Liderii inițiativei au negat acuzațiile, recunoscând însă că voluntarii strâng semnături de oriunde se poate. Tot aceștia au precizat în raport cu eventuala implicare a unor minori că semnăturile date de respectivii nu vor fi valide. Ministerul Educației a sesizat inspectoratele școlare județene și a avertizat că articolul 7 din Legea Educației interzice manifestările politice și prozelitismul religios în școli.
Asociația ACCEPT susține că inițiativa de modificare a Constituției nu are o miză reală, aceasta fiind oricum interzisă în Codul Civil, pentru că nu ar modifica cu nimic realitatea din România și nici regimul căsătoriei.
„Acest demers reprezintă o încercare a Bisericii și a unor organizații homofobe să mobilizeze opinia publică împotriva persoanelor LGBT, transformându-le într-o amenințare fictivă împotriva tradiției și familiei, fără să ia în considerare realitatea: cupluri formate din persoane de același sex își duc viața în România împreună și formează familii în absența unei protecții adecvate a statului român.”—ACCEPT
La rândul ei, asociația MozaiQ și-a arătat indignarea față implicarea BOR „în chestiuni ce țin de organizarea laică a statului român”. Totodată, asociația acuză că inițiativa cetățenească este bazată pe „ignoranță, prejudecăți și excludere”.
„Separarea dintre stat și biserică este unul din principiile fundamentale ale democrației, iar încercarea de modificare a Constituției nu ar crea noi drepturi pentru cetățeni, ci, dimpotrivă, le-ar restrânge.”—MozaiQ
Într-o scrisoare deschisă de susținere a comunității LGBT, semnată de peste 11.000 de oameni, inclusiv celebrități autohtone, se arată că „interzicerea căsătoriilor civile între persoane de același sex prin Constituție nu este justificată moral și legal”, iar „demersul Coaliției pentru Familie încearcă restrângerea drepturilor persoanelor LGBT”. Scrisoarea a fost semnată, printre alții, de Inna, Loredana Groza, Dorian Popa, Alexandra Stan, Radu Jude, Sore, Remus Cernea, Monica Bîrlădeanu și Dragoș Bucurenci.
În urma unui comunicat de presă, conducătorii Coaliției pentru familie au subliniat că această campanie nu este împotriva homosexualilor, ci pentru apărarea familiei tradiționale românești.
Până la finalizarea campaniei (luna mai 2016) Coaliția pentru Familie a strâns peste 3 milioane de semnături în sprijinul proiectului său de modificarea a Constituției,  fiind sprijinită activ de Biserica Ortodoxă și de Biserica Romano-Catolică.
Curtea Constituțională a avizat propunerea de modificare pe 20 iulie 2016, reținând că ea nu aduce nicio ingerință vreunui drept individual. Propunerea de revizuire a fost avizată pozitiv și de Camera Deputaților pe 27 martie 2017, dar organizarea referendumului a fost amânată după ce, în septembrie 2017, 38 de senatori PNL și USR au atacat noua formă a Legii referendumului la CCR,  însă CCR a respins sesizarea. Pe 11 septembrie 2018, Senatul, în calitate de for decizional, a adoptat propunerea de revizuire a Constituției cu 107 voturi „pentru”, 13 voturi „împotrivă” și șapte abțineri. Referendumul de modificare a articolului 48 din Constituția României a avut loc pe 6 și 7 octombrie 2018, însă a fost invalidat din lipsă de cvorum.

## Decizia CEDO din 23 mai 2023
Curtea Europeană a Drepturilor Omului (CEDO) a decis că România trebuie să recunoască (legifereze) cel puțin parteneriatele civile între persoane de același sex. Prin a nu recunoaște dreptul de a întemeia un cuplu recunoscut legal pentru persoanele de același sex, România și-a încălcat obligațiile sale juridice asumate prin tratate internaționale. Țările membre ale Consiliului Europei și cele ale Uniunii Europene sunt obligate să respecte Convenția Europeană a Drepturilor Omului și, prin urmare, verdictele CEDO; se poate renunța la respectarea ei prin a părăsi Consiliul Europei și Uniunea Europeană.
Guvernul României are la dispoziție trei luni pentru a contesta decizia, dar dacă apelul va fi respins, România va fi obligată să adopte o legislație care să recunoască uniunile între persoane de același sex, altfel riscând sancțiuni de la Consiliul Europei. Reacționând la decizie, președintele Klaus Iohannis a spus că subiectul este „o chestiune complicată pentru România”. Membrii Bisericii Ortodoxe și ai Alianței pentru Unirea Românilor au cerut ca decizia să fie „ignorată”, ceea ce este imposibil din punct de vedere juridic.
Decizia, dacă va fi susținută după apel, va fi general obligatorie pentru cele 46 de țări care recunosc jurisdicția CEDO (nu se aplică doar României).
Conform lui Csaba Asztalos, chiar dacă guvernul român va face apel, apelul este din start sortit eșecului, existând deja decizia Marii Camere în cazul Fedotova, cu alte cuvinte apelul a fost deja judecat înainte de a fi promovat de către guvern.
România a făcut apel. Marea Cameră a declarat inadmisibil apelul României. Prin urmare, România are obligația juridică de a recunoaște legal și proteja familiile homosexuale.
În urma respingerii apelului, Lucian Romașcanu, purtătorul de cuvânt al PSD a afirmat că România se dedică împlinirii obligațiilor sale drept stat membru al UE, dar că există diferențe culturale semnificative între România și alte țări din UE. Prim-ministrul Marcel Ciolacu a afirmat într-un comunicat din noiembrie 2023 că rezolvarea problemelor juridice ale României cu privire la drepturile cuplurilor homosexuale nu este o prioritate pentru el, iar societatea românească nu este pregătită pentru acest lucru. În urma nerespectării acestei obligații juridice, UE poate amenda România cu sume considerabile pentru fiecare zi în plus de nerespectare a drepturilor omului.